# 黒田春海
黒田 春海（くろだ はるみ、1942年 - 1987年) は、日本の著作家、実業家。テレビ番組では名前をしゅんかいと名乗っていた。

## 来歴
滋賀県坂田郡米原町 (現米原市)に生まれる。学生のころより柔道を実践し、数々の道場破りをするなど血気さかんであった。高校卒業後アメリカに留学、そのころ見て回ったアメリカの各地の風土が後の彼の原動力となっていった。帰国後慶應義塾大学を卒業して語学学校・貿易会社を設立し、約60ヵ国をかけ回りビジネスに奔走した。ビジネスと並行して数々の本も上梓した。
1979年10月7日には第35回衆議院議員総選挙に滋賀選挙区から無所属で出馬、次々点で落選する。
1987年に体調を崩し、病床にて死去。45歳だった。

## 著書
- 『海峡は河なのに - 私の見た韓国から』（利久出版社） 1976年、のち角川文庫 1977年
- 『ふりだしを探す旅 日本人のあかし」（角川書店） 1978年
- 『誰も書かなかったオーストラリア - 大いなる田舎のくらし』（サンケイ出版） 1982年

### 翻訳
- 『スカルノ自伝 - シンディ・アダムスに口述』（角川文庫） 1969年

## 出演番組
- 「春海の近江人散歩」（びわ湖放送） 1970年代後半

滋賀県出身・ゆかりのある人物と対談する番組。穏やかな口調の中にも対談相手の本音を引き出す話術で数々の著名人と対談した。
主なゲストとして、井伊直愛(対談当時は彦根市長)、小倉遊亀、武村正義(対談当時は滋賀県知事)、水上勉など。